# 維新烈風 天狗判官
『維新烈風 天狗判官』（いしんれっぷうてんぐはんがん、英題:The Teng Rider）は、公野勉が監督を務め、笠原紳司、中村誠治郎、鷲尾修斗、原野正章ら2.5次元ミュージカルなどで高い人気を誇る俳優陣が集結した2017年の時代劇アクション映画。
ナレーションは柴田秀勝が担当した。2018年2月24日公開。

## 概要
2.5次元ミュージカルの雰囲気のままに映像化しており、2.5次元で有名なキャストを起用、アニメーション的な表現や衣装美術となっている。ロケーションは王滝村を中心とし、都内では東京大学本郷キャンパス、八王子城跡等を使用し、時代劇専用スタジオやＣＧを使用しない方法で撮影された。殺陣は工藤孝裕のスーパーバイズを得、主演の笠原自身が担当。
日光江戸村スタッフの技術協力によるダイナミックなアクションシーンや、ドローンなどを駆使した大掛かりな撮影を行い、史実に即した時代劇ながらもバイクや機関銃が登場する斬新な映像表現となっている。柴田秀勝によるナレーションでは『銀河旋風ブライガー』のオープニングのセルフオマージュを聞くことができる。“王滝幕狼篇”とクレジットされており、続篇のあることが示唆されている。
公開時には河井真也や白倉伸一郎等を始めとして、佛田洋、小林裕幸らから応援コメントが寄せられた。

## ストーリー
時は文久元年。京都で京都守護職・松平容保と、帝の御庭番の天狗判官・木曽の御獄坊らによって、皇女・和宮の江戸降嫁による公武合体計画が進められていた。その計画を知った天狗判官KURAMAは、かつての兄弟子である御獄坊の真意を質すべく木曽へ向かう。

## キャスト
- KURAMA（眼法一鬼）：笠原紳司
- 御嶽坊：中村誠治郎
- 和宮：野口真緒
- 沖田総司：原野正章
- 土方歳三：鷲尾修斗
- 近藤勇：黒藤結軌
- 天狗判官 茜・蓮：白河優菜
- 遠藤五平太：藤本涼
- 高杉晋作：橋本侑哉
- 桂小五郎：嶋崎裕道
- 久坂玄瑞：石井涼太
- 伊藤俊輔：益満洸輝
- 村田蔵六：丸山伸樹
- 松平容保：皇坂明希
- 多羅尾筑摩：工藤孝裕
- 天狗判管 茜（幼少期）：増田苺子
- 玉龍：玉川隆昭
- 飯泉寛太
- 多武峰後皓介
- 山田ロン
- 野川雄大

## スタッフ
- 監督・脚本：公野勉
- 製作：石橋大樹、冨田祐太郎
- 企画：馬渡一浩 馬場章、島尻淳
- 撮影監督：中野健太
- 美術：飯泉寛太
- ヘアメイク：茂木美緒
- 編集：玉川隆昭
- 音楽：印南俊太朗
- 音響：玉川隆昭
- 音響スーパーバイザー：藤田昌宏
- ナレーション：柴田秀勝
- アクションスーパーバイザー：工藤孝裕
- 殺陣：笠原紳司
- 助監督：中村壮志
- キャラクターデザイン制作：林明希男
- マーケティングキャラクターデザイン制作：小林里穂
- 配給デザイン：真島ゆきえ

## Blu-ray / DVD
発売・販売元は劇団飛行船映劇ライヴエンタテイメント。2020年6月25日より、Blu-rayとDVDが映字幕付き同梱パックが2021年11月10日に発売された。